# Fuikhorens
De fuikhorens (Nassariidae) zijn een familie van slakken die behoren tot de orde der Neogastropoda.

## Kenmerken
Deze dieren hebben stevige, eivormige tot kogelvormige horens die variëren naargelang van de soort van 4 tot 75 mm. In veel gevallen zowel met spiralen als met axiale ribben, die elkaar kruisen en soms een traliewerksculptuur vormen, zoals bij de gevlochten fuikhoren (Nassarius reticulatus).
De mondopening is afgerond eivormig. Sommige soorten hebben boven in de mond een anaalgroef. Ze vertonen een siphokanaal dat naar achteren is gedraaid. De buitenlip is al of niet verdikt, met tandplooiten of tanden. De columellaire zijde is bedekt met eelt, in veel gevallen met plooien. Een opvallend kenmerk bij sommige soorten is het ver over de voorgaande windingen uitgebreide eeltschild.
Het operculum is hoornachtig, driehoekig of ovaal, met een excentrische kern en vaak met een gekartelde rand.

## Leefwijze
De dieren leven ingegraven in zand of modderig zand en tussen stenen. Het zijn aaseters en worden soms de 'vuilnismannen van de zee' genoemd. Sommige soorten kunnen met hun uiterst gevoelig reukorgaan (osphradium) voedsel waarnemen over een afstand van meerdere meters en komen dan zeer snel op de prooi af.

## Verspreiding en leefgebied
Met de verwante families Buccinidae en Muricidae behoren fuikhorens tot een slakkengroep die een wereldwijde verspreiding kent. De familie komt voor in alle tropische en gematigde zeegebieden. Het grootste aantal soorten in het tropisch deel van de Indische- en Grote Oceaan. Ze leven van het getijdengebied tot circa 1000 à 1250 m en komen vaak in grote dichtheden voor (er wordt wel gesproken van ca. 5000 individuen per vierkante meter).

## Onderfamilies en geslachten
- Anentominae E.E. Strong, Galindo & Kantor, 2017
  - Anentome Cossmann, 1901
  - Clea H. Adams & A. Adams, 1855
  - Nassodonta H. Adams, 1867
- Buccinanopsinae Galindo, Puillandre, Lozouet & Bouchet, 2016
  - Buccinanops D'Orbigny, 1841
- Bulliinae Allmon, 1990
  - Bullia Gray, 1833
  -  † Bulliopsis Conrad, 1862
- Cylleninae Bellardi, 1882
  - Cyllene Gray, 1834
  - Nassaria Link, 1807
  - Tomlinia Peile, 1937
  - Trajana Gardner, 1948
- Dorsaninae Cossmann, 1901
  - Dorsanum Gray, 1847
  -  † Cyllenina Bellardi, 1882
  -  † Keepingia Nuttall & J. Cooper, 1973
  -  † Lisbonia Palmer, 1937
  -  † Monoptygma Lea, 1833
  -  † Pseudocominella Nuttall & J. Cooper, 1973
  -  † Thanetinassa Nuttall & J. Cooper, 1973
  -  † Whitecliffia Nuttall & J. Cooper, 1973
- Nassariinae Iredale, 1916 (1835)
  - Caesia H. Adams & A. Adams, 1853
  - Demoulia Gray, 1838
  - Nassarius Duméril, 1805
  - Naytia H. Adams & A. Adams, 1853
  - Phrontis H. Adams & A. Adams, 1853
  - Reticunassa Iredale, 1936
  - Tritia Risso, 1826
  -  † Buccitriton Conrad, 1865
- Photinae Gray, 1857
  - Antillophos Woodring, 1928
  - Engoniophos Woodring, 1928
  - Metaphos Olsson, 1964
  - Neoteron Pilsbry & H. N. Lowe, 1932
  - Northia Gray, 1847
  - Phos Montfort, 1810
  - Strombinophos Pilsbry & Olsson, 1941
  -  † Coraeophos Makiyama, 1936
  -  † Cymatophos Pilsbry & Olsson, 1941
  -  † Europhos Landau, Harzhauser, Islamoglu & Silva, 2014
  -  † Glyptophos Landau, da Silva & Heitz, 2016
  -  † Judaphos Jung, 1995
  -  † Philindophos Shuto, 1969
  -  † Rhipophos Woodring, 1964
  -  † Tritiaria Conrad, 1865